# Dirk Van Tichelt

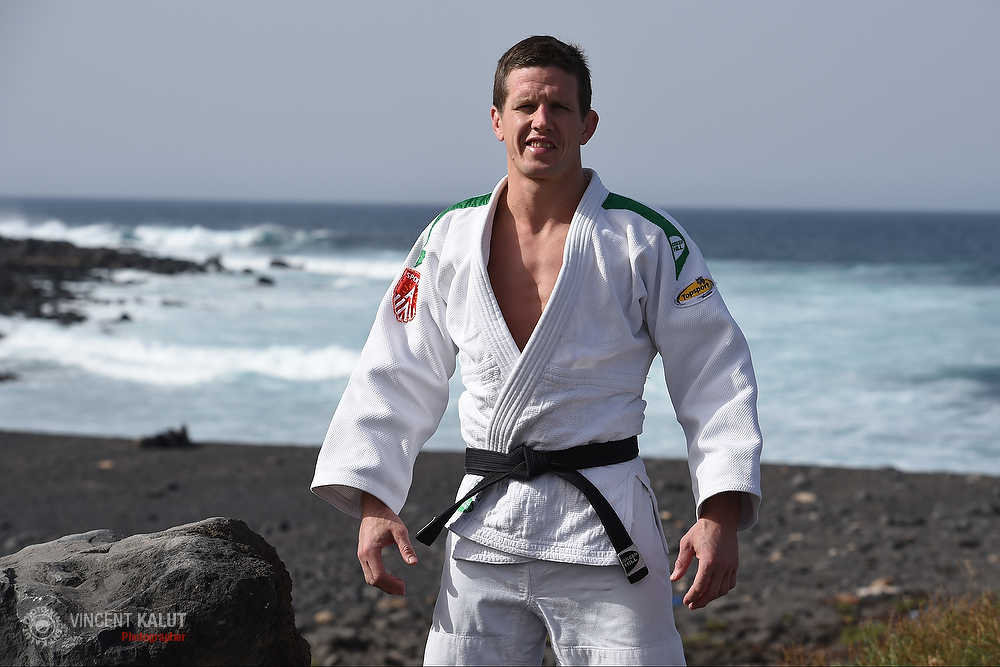
Dirk Van Tichelt, 2016

Dirk Van Tichelt (* 10. Juni 1984 in Turnhout) ist ein ehemaliger belgischer Judoka. Er war Olympiadritter 2016 und Europameister 2008.

## Sportliche Karriere
Der 1,73 m große Dirk Van Tichelt kämpft international im Leichtgewicht bis 73 Kilogramm. 2006 erhielt er die Silbermedaille bei den U23-Europameisterschaften. Bei den Judo-Europameisterschaften 2008 in Lissabon besiegte er im Halbfinale den Ungarn Ákos Braun und im Finale den Spanier Kiyoshi Uematsu. Vier Monate später verlor er bei den Olympischen Spielen in Peking frühzeitig gegen den späteren Olympiasieger Elnur Məmmədli aus Aserbaidschan. Mit drei Siegen in der Hoffnungsrunde erreichte er den Kampf um Bronze, den er gegen Rassul Boqijew aus Tadschikistan verlor.
Im Jahr darauf erreichte Van Tichelt bei den Judo-Weltmeisterschaften 2009 in Rotterdam das Halbfinale. Nach seiner Niederlage gegen den Nordkoreaner Kim Chol-su gewann er den Kampf um Bronze gegen den Türken Sezer Huysuz. Bei den Judo-Europameisterschaften 2010 in Wien erreichte Dirk Van Tichelt ebenfalls das Halbfinale, unterlag dann aber dem Portugiesen João Pina und dem Ungarn Attila Ungvári und belegte den fünften Platz. 2011 erreichte der Belgier den siebten Platz bei den Weltmeisterschaften in Paris. Bei den Olympischen Spielen 2012 in London gewann er seinen Auftaktkampf, unterlag aber in seinem zweiten Kampf gegen Nick Delpopolo und schied aus; Delpopolo wurde später wegen Doping disqualifiziert.
Bei den Judo-Europameisterschaften 2013 in Budapest erreichte Dirk Van Tichelt das Halbfinale, verlor dann aber gegen die beiden Georgier Nugzar Tatalashvili und Zebeda Rekhviashvili. Vier Monate danach kämpfte er sich auch bei den Weltmeisterschaften in Rio de Janeiro ins Halbfinale. Nach einer Niederlage gegen den Japaner Shōhei Ōno besiegte er im Kampf um Bronze den Kasachen Dastan Ykybayev. Ein Jahr später belegte Van Tichelt den siebten Platz bei den Judo-Weltmeisterschaften 2014. Die Europameisterschaften 2015 wurden im Rahmen der Europaspiele in Baku ausgetragen, Van Tichelt verlor das Halbfinale gegen Nugzar Tatalashvili, gewann aber den Kampf um Bronze gegen den Niederländer Dex Elmont. Bei den Olympischen Spielen 2016 in Rio de Janeiro unterlag er im Halbfinale dem Japaner Shōhei Ōno, im Kampf um Bronze bezwang Van Tichelt den Ungarn Miklós Ungvári.
Nach 2016 trat Van Tichelt zwar weiterhin bei internationalen Turnieren an, konnte aber verletzungsbedingt nicht mehr an seine Erfolge anknüpfen. 2020 beendete er seine Karriere als Leistungssportler.

## Belgische Meistertitel
- Leichtgewicht: 2004, 2005, 2006, 2007, 2009, 2012, 2018
- Halbmittelgewicht: 2010, 2011